# Andy Appleby
Andrew „Andy“ Appleby (* 11. Oktober 1985 in Seaham) ist ein ehemaliger englischer Fußballspieler.

## Karriere
Appleby gehörte während seiner Schulzeit in Sunderland in der Saison 2001/02 zum U15-Auswahlteam des Counties Durham. Ab 2002 spielte er als Trainee im Nachwuchsbereich von Hartlepool United, bevor der als „hart arbeitender Stürmer“ charakterisierte Appleby unter Trainer Neale Cooper in der Saison 2004/05 regelmäßig als Einwechselspieler zu Einsätzen für die in der Football League One spielenden Profimannschaft kam. Bei seinem dritten Ligaeinsatz erzielte er in der 90. Minute im Heimspiel gegen den AFC Bournemouth den 3:2-Siegtreffer, Anfang Januar folgte bei einem 5:0-Sieg über die Milton Keynes Dons ein weiterer Torerfolg. Seinen einzigen Startelfeinsatz hatte er im Drittrunden-Wiederholungsspiel im FA Cup 2004/05 gegen den Viertligisten Boston United. Bereits unter Cooper wurden in der zweiten Saisonhälfte Einsätze immer rarer, da sich Joel Porter im Sturm neben Adam Boyd etabliert hatte.
Im Sommer 2005 unterzeichnete Appleby neben Carl Jones, James Brown, Neil Wilkinson, Steven Istead und James Winter als einer von sechs Nachwuchsspielern einen Profivertrag. Appleby spielte in der Saison 2005/06 unter Coopers Nachfolgern Martin Scott und Paul Stephenson aber keine Rolle mehr in der ersten Mannschaft. Nachdem er bereits im Herbst 2003 für einen Monat an die Blyth Spartans verliehen worden war und dabei fünf Pflichtspieltore erzielt hatte, wurde er im Dezember 2005 erneut an die Spartans verliehen. Wegen einer Verletztenmisere wurde er bereits Mitte Januar zurückgerufen, ohne jedoch in der Folge für Hartlepool zum Einsatz zu kommen. Im März wurde er erneut an Blyth verliehen, insgesamt trug er in der Saison 2005/06 vier Tore zu Blyths Meisterschaft in der Northern Premier League bei. Mit Ablauf seines Vertrags verließ Appleby Hartlepool in der Sommerpause nach 19 Pflichtspieleinsätzen.
Appleby spielte in der Folge für zahlreiche Klubs im Norden Englands, zumeist in der Northern Premier League und der Northern League. So hatte er Stationen beim FC Gateshead AFC Consett, Sunderland Nissan, Durham City, im Dezember 2007 schloss er sich Seaham Red Star an. Vor Oktober 2010 war er auch für Horden Community Welfare aktiv. Ab Anfang 2010 findet sich sein Name regelmäßig in Spielberichten von Easington Colliery in der Wearside League. In der Saison 2010/11 war er Toptorschütze für Crook Town in der Second Division der Northern League, anschließend spielte er kurzzeitig beim eine Spielklasse höher spielenden Klub FC Newton Aycliffe, kehrte aber bereits im Oktober 2011 zu Crook Town zurück. Bereits im November 2011 zog er weiter zu Whitby Town. Zur Saison 2012/13 schloss er sich Sunderland RCA an, sein Name findet sich aber letztmals Ende September in einem Spielbericht. Spätestens im November 2012 war der Torjäger bei Jarrow Roofing, im März 2014 spielte er immer noch bei dem Klub. Im August 2014 war er bei Ryhope Colliery Welfare aktiv.